# Élections législatives de 1876 en Eure-et-Loir
Les élections législatives de 1876 en Eure-et-Loir ont lieu les 20 février et 5 mars 1876.

## Résultats du département
| Partis         | Partis                                      | Premier tour | Premier tour | Deuxième tour | Deuxième tour | Sièges |
| Partis         | Partis                                      | Voix         | %            | Voix          | %             | Sièges |
| -------------- | ------------------------------------------- | ------------ | ------------ | ------------- | ------------- | ------ |
|                | Gauche républicaine, Républicains           | 18 036       | 27,87        |               |               | 2      |
|                | Union républicaine                          | 13 852       | 21,41        | 9 205         | 55,00         | 2      |
|                | Orléanistes, Centre droit, Constitutionnels | 18 402       | 28,44        | 7 530         | 45,00         | 0      |
|                | Centre gauche                               | 10 510       | 16,24        |               |               | 1      |
|                | Monarchistes                                | 3 907        | 6,04         | 0             |               |        |
|                |                                             |              |              |               |               |        |
| Inscrits       | Inscrits                                    | 80 545       | 100,00       | 19 958        | 100,00        | 5      |
| Votants        | Votants                                     | 65 341       | 81,12        | 16 865        | 84,50         |        |
| Abstentions    | Abstentions                                 | 15 204       | 18,88        | 3 093         | 15,50         |        |
| Blancs et nuls | Blancs et nuls                              | 634          | 0,97         | 130           | 0,77          |        |
| Exprimés       | Exprimés                                    | 64 707       | 99,03        | 16 735        | 99,23         |        |

## Résultats par arrondissement

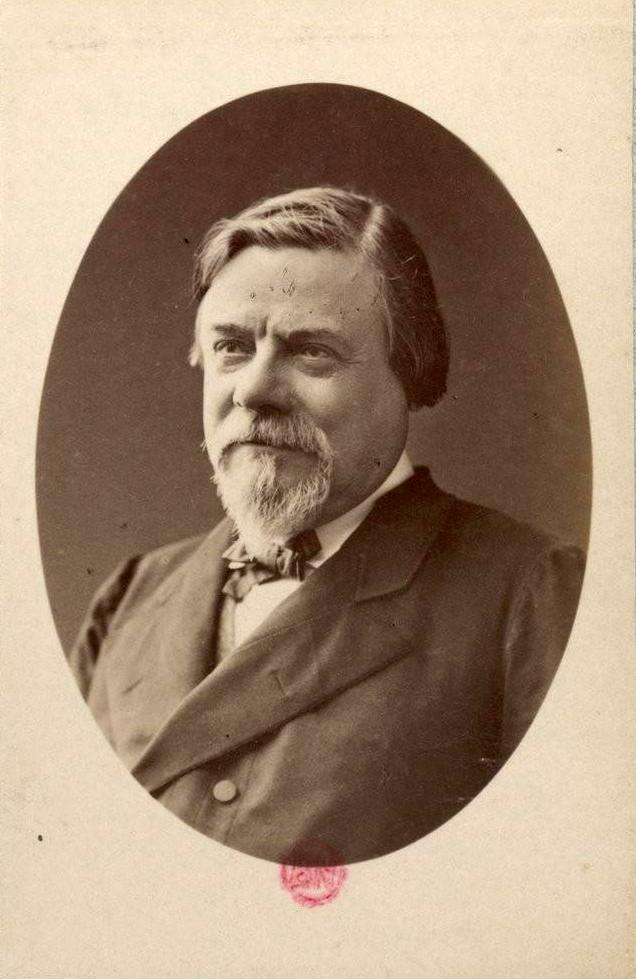
Noël Parfait Chartres 1re.
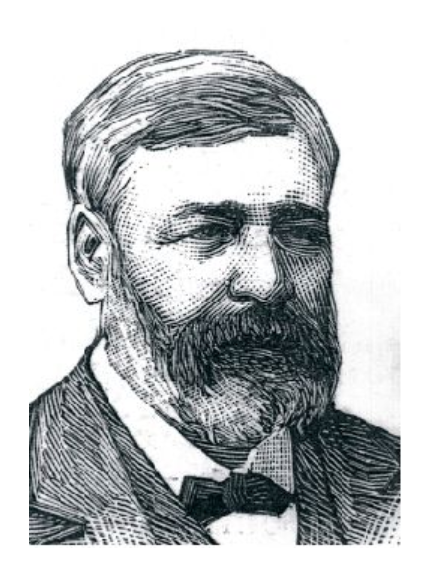
Pol Maunoury Chartres 2e.
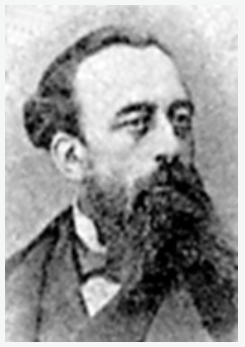
Pierre Dreux Châteaudun 3e.
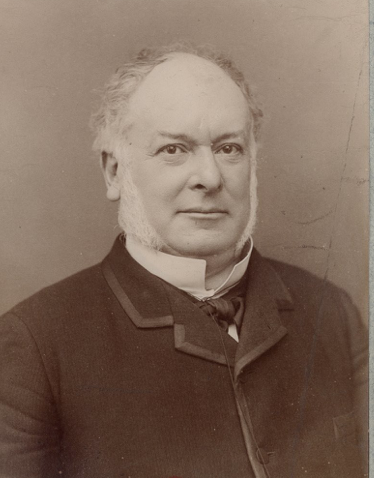
Ferdinand Gatineau Dreux 4e.
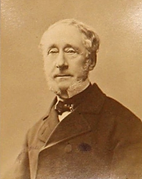
Charles-Adolphe Truelle Nogent-le-Rotrou 5e.

### Arrondissement de Chartres

#### 1recirconscription
| Candidats      | Candidats      | Étiquette           | Premier tour,          | Premier tour, |
| Candidats      | Candidats      | Étiquette           | Voix                   | %             |
| -------------- | -------------- | ------------------- | ---------------------- | ------------- |
|                | Noël Parfait   | Gauche républicaine | 8 292[réf. nécessaire] | 72,57         |
|                | Fontaine       | Orléaniste          | 3 134                  | 27,43         |
|                |                |                     |                        |               |
| Inscrits       | Inscrits       | Inscrits            | 14 970                 | 100,00        |
| Votants        | Votants        | Votants             | 11 541                 | 77,09         |
| Abstention     | Abstention     | Abstention          | 3 429                  | 22,91         |
| Blancs et nuls | Blancs et nuls | Blancs et nuls      | 115                    | 1,00          |
| Exprimés       | Exprimés       | Exprimés            | 11 426                 | 99,00         |

#### 2ecirconscription
| Candidats      | Candidats            | Étiquette          | Premier tour | Premier tour |
| Candidats      | Candidats            | Étiquette          | Voix         | %            |
| -------------- | -------------------- | ------------------ | ------------ | ------------ |
|                | Pol Maunoury         | Union républicaine | 7 623        | 59,28        |
|                | De Gouvion Saint-Cyr | Orléaniste         | 5 236        | 40,72        |
|                |                      |                    |              |              |
| Inscrits       | Inscrits             | Inscrits           | 16 229       | 100,00       |
| Votants        | Votants              | Votants            | 13 019       | 80,22        |
| Abstention     | Abstention           | Abstention         | 3 210        | 19,78        |
| Blancs et nuls | Blancs et nuls       | Blancs et nuls     | 160          | 1,23         |
| Exprimés       | Exprimés             | Exprimés           | 12 859       | 98,77        |

### Arrondissement de Châteaudun
| Candidats      | Candidats               | Étiquette      | Premier tour | Premier tour |
| Candidats      | Candidats               | Étiquette      | Voix         | %            |
| -------------- | ----------------------- | -------------- | ------------ | ------------ |
|                | Pierre Dreux            | Centre gauche  | 10 510       | 72,90        |
|                | Amédée Lefèvre-Pontalis | Monarchiste    | 3 907        | 27,10        |
|                | Billault de Gerainville | Républicains   | 108          | 0,75         |
|                |                         |                |              |              |
| Inscrits       | Inscrits                | Inscrits       | 17 555       | 100,00       |
| Votants        | Votants                 | Votants        | 14 574       | 83,02        |
| Abstention     | Abstention              | Abstention     | 2 981        | 16,98        |
| Blancs et nuls | Blancs et nuls          | Blancs et nuls | 49           | 0,69         |
| Exprimés       | Exprimés                | Exprimés       | 14 474       | 99,31        |

### Arrondissement de Dreux
| Candidats      | Candidats          | Étiquette          | Premier tour | Premier tour | Deuxième tour | Deuxième tour |
| Candidats      | Candidats          | Étiquette          | Voix         | %            | Voix          | %             |
| -------------- | ------------------ | ------------------ | ------------ | ------------ | ------------- | ------------- |
|                | Ferdinand Moreau   | Centre droit       | 7 339        | 44,43        | 7 530         | 45,00         |
|                | Ferdinand Gatineau | Union républicaine | 6 229        | 37,71        | 9 205         | 55,00         |
|                | Bosselet           | Républicain        | 2 950        | 17,86        |               |               |
|                |                    |                    |              |              |               |               |
| Inscrits       | Inscrits           | Inscrits           | 19 958       | 100,00       | 19 958        | 100,00        |
| Votants        | Votants            | Votants            | 16 627       | 83,31        | 16 865        | 84,50         |
| Abstention     | Abstention         | Abstention         | 3 331        | 16,69        | 3 093         | 15,50         |
| Blancs et nuls | Blancs et nuls     | Blancs et nuls     | 109          | 0,66         | 130           | 0,77          |
| Exprimés       | Exprimés           | Exprimés           | 16 518       | 99,34        | 16 735        | 99,23         |

### Arrondissement de Nogent-le-Rotrou
| Candidats      | Candidats               | Étiquette           | Premier tour | Premier tour |
| Candidats      | Candidats               | Étiquette           | Voix         | %            |
| -------------- | ----------------------- | ------------------- | ------------ | ------------ |
|                | Charles-Adolphe Truelle | Gauche républicaine | 6 794        | 71,61        |
|                | Onésime Vacher          | Constitutionnel     | 2 693        | 28,39        |
|                |                         |                     |              |              |
| Inscrits       | Inscrits                | Inscrits            | 11 833       | 100,00       |
| Votants        | Votants                 | Votants             | 9 580        | 80,96        |
| Abstention     | Abstention              | Abstention          | 2 253        | 19,04        |
| Blancs et nuls | Blancs et nuls          | Blancs et nuls      | 93           | 0,97         |
| Exprimés       | Exprimés                | Exprimés            | 9 487        | 99,03        |